# Chris D'Elia

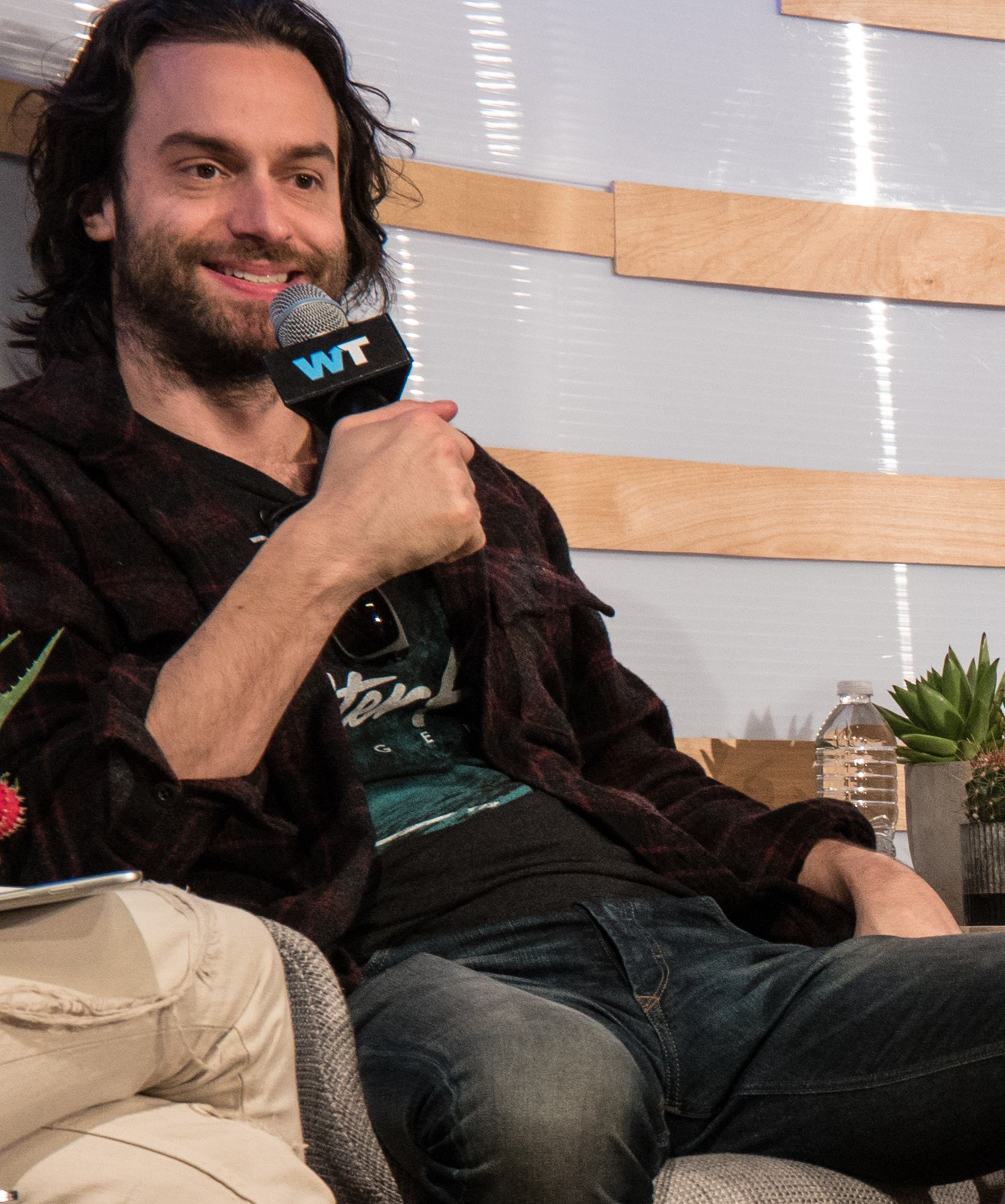
Chris D'Elia nel 2015

Christopher William D'Elia (Montclair, 29 marzo 1980) è un comico e attore statunitense noto per il ruolo di Alex Miller nella serie televisiva Whitney e di Danny Burton nella serie televisiva Undateable.

## Biografia
Nasce a Montclair nel New Jersey, figlio del direttore e produttore televisivo Bill D'Elia, e dalla decoratrice d'interni Ellie D'Elia. Ha un fratello minore attore e regista Matt D'Elia. A 12 anni si trasferisce a Los Angeles insieme alla famiglia.
Inizia a recitare alle scuole superiori, con alcuni camei al Chicago Hope. Consegue il diploma nel 1998 dall'istituto La Cañada di La Cañada Flintridge in California. Frequenta la New York University, e studia recitazione, ma dopo un anno abbandona l'università. Durante il periodo di inattività inizia a scrivere bozze, decidendo a 25 anni di diventare un comico, avendo compreso che era la sola cosa che aveva sempre voluto fare.
Considera se stesso come un "cabarettista che recita". Dice: "ogni volta che inizio a fare cabaret tutto sembra andare al proprio posto. Quando ho cominciato, mi sono sentito come se avessi trovato il mio posto nel business".

## Carriera
D'Elia fa il comico dal 2006. Ha partecipato a Comedy Central's Live at Gotham, Comedy Central Present, e Showtime's Live Nude Comed.
Si è presentato ad un pubblico più vasto nel corso della serie Glory Daze, andata in onda per una stagione sulla TBS, dove recitava la parte dell'"oracolo" William Stankowski. Era stato ingaggiato, all'inizio, solo per la puntata pilota, ma proseguì per l'intera stagione. È stato co-protagonista per due stagioni nella serie NBC Whitney.
Nel marzo 2013 è stato ingaggiato per recitare la parte del protagonista nella serie NBC Undateable, che ha debuttato il 29 marzo 2014.
Il 6 dicembre 2013 è andato in onda su Comedy Central il primo speciale di D'Elia, White Male Black Comic, seguito da altri tre speciali: Incorrigible (2015), Man On Fire (2017) e No Pain (2020), tutti andati in onda su Netflix. I primi due sono diretti dal padre mentre il terzo è diretto dal fratello.
D'Elia è stato uno dei tre ospiti di Ten Minute Podcast, con Bryan Callen e Will Sasso. Nel gennaio 2013 ha realizzato un album di parodie rap sotto il nome di "Chank Smith", chiamato Such Is Life prodotto da Mr. Green (Snoop Dogg, Malik B, Matisyahu).
Nel 2016 D'Elia ha diretto lo spettacolo del Leafly 420 Comedy Tour a Chicago con l'ospite speciale Ron Funches.
In un episodio di aprile 2018 del suo podcast Congratulations, D'Elia ha imitato il rapper Eminem e preso in giro i fan di mezz'età di Eminem, ammettendo che Eminem è "uno dei migliori rapper di tutti i tempi". La reazione positiva a questa imitazione ha portato D'Elia a imitare di nuovo Eminem nei video che ha pubblicato online a settembre 2018 (nella sua auto) e gennaio 2019 (nel suo garage).
Il singolo di Logic (rapper) Homicide uscito a maggio 2019 e realizzato con Eminem includeva alla fine della canzone la clip audio dal video dell'auto. D'Elia ha detto che è stato un "enorme onore" essere incluso nella canzone e che non ha chiesto royalties. D'Elia ha poi avuto un ruolo sostanziale nel video pubblicato a giugno 2019, in cui ogni parte del rapper è stata eseguita / sincronizzata con le labbra da qualcun altro: la parte di Logic è stata eseguita dall'attore Chauncey Leopardi (in riferimento a un meme di internet che affermava che i due erano la stessa persona), la parte di Eminem è stata interpretata da D'Elia e la parte di D'Elia è stata eseguita da Eminem, imitando l'aspetto di D'Elia nel video dell'auto.
Nel marzo 2019, è stato annunciato che D'Elia era stato scelto per il ruolo ricorrente di Henderson nella seconda stagione di You prodotta da Netflix. La carriera di D'Elia ha avuto un brusco arresto dopo che l'attore è stato accusato di molestie sessuali.

## Controversie
Nel giugno 2020 D'Elia è stato accusato da parte di diverse ragazze minorenni di molestie sessuali, adescamento di minore e di richieste di foto di nudo. D'Elia ha respinto le accuse, dichiarando di non aver "mai fatto avance a minorenni" né di aver "scambiato foto inappropriate con le persone contattate sui social".
Comedy Central ha ritirato dal suo sito Hulu e da Amazon Prime Video l'episodio di Workaholics del 2011 To Friend a Predator (Da amico a predatore) in cui D'Elia interpretava un molestatore di minori che aveva fatto amicizia con la protagonista. Comedy Central ha ritirato da internet anche lo speciale White Male. Black Comic. Whitney Cummings, che aveva recitato con D'Elia in Whitney dal 2011 al 2013, dichiarò di essere "distrutta e furiosa" per le accuse e che D'Elia mostrava "tratti di comportamento predatorio incoraggiati dal silenzio".
In seguito alle accuse la Creative Artists Agency ha rotto il contratto con D'Elia. Penn Badgley, stella di You che lavorò con D'Elia durante la seconda stagione della serie, dichiarò di "essere disturbato dall'idea che uno spettacolo come il nostro potesse essere indirettamente e subdolamente un paradiso per persone con tendenza all'abuso". Nell'agosto 2020 D'Elia, che era stato scritturato nel cast del film Army of the Dead, fu sostituito da Tig Notaro, sempre per via delle accuse.
A inizio settembre 2020, CNN Entertainment riportò che nel 2011 D'Elia offrì un passaggio a casa all'attrice Megan Drust al ritorno da un ristorante di Los Angeles e che durante il tragitto D'Elia aprì la cerniera dei pantaloni e iniziò a masturbarsi, prima che Drust abbandonasse l'auto. Secondo la CNN, due amiche di Drust confermarono che l'attrice raccontò subito loro l'accaduto.
Nel febbraio 2021 D'Elia ha pubblicato sul suo canale YouTube un video di dieci minuti in cui dichiarava, in merito alle accuse, che "il sesso controlla la mia vita" ribadendo che "tutti i miei rapporti sono stati consensuali e legali", aggiungendo inoltre che le accuse non riportavano i fatti nella loro interezza e si scusava con tutte coloro che erano state coinvolte nelle varie vicende.
Nel marzo 2021 una donna rimasta anonima ha fatto causa a D'Elia presso una corte federale accusandolo di aver abusato sessualmente di lei quando aveva 17 anni e di averle richiesto su Snapchat oltre 100 foto e video sessualmente espliciti per un periodo di sei-sette mesi tra il 2014 e il 2015, metà dei quali erano stati ripresi quando lei era ancora minorenne. Un portavoce di D'Elia ha ufficialmente respinto le accuse dichiarando anche che l'attore si sarebbe difeso in tribunale.

## Vita privata
Si è sposato nel 2006 con l'attrice Emily Montague dalla quale divorzia nel 2010.
Vive nel quartiere Beachwood Canyon di Los Angeles.
D'Elia a febbraio 2020 ha annunciato nel suo podcast Congratulations la nascita del suo primogenito.

## Influenze
D'Elia ha menzionato Jim Carrey, Bryan Callen, Eddie Murphy e Mitzi Shore come influenze per la sua carriera da comico.

## Filmografia

### Cinema
- Bad Girls, regia di John T. Kretchmer (2005)
- Separati innamorati (Celeste and Jesse Forever), regia di Lee Toland Krieger (2012)
- Flock of Dudes, regia di Bob Castrone (2016)
- XOXO, regia di Christopher Louie (2016)
- Band Aid, regia di Zoe Lister-Jones (2017)
- The Female Brain, regia di Whitney Cummings (2017)
- Little Evil, regia di Eli Craig (2017)
- Half Magic, regia di Heather Graham (2018)
- Life in a Year - Un anno ancora, regia di Mitja Okorn (2020)

### Televisione
- Chicago Hope - serie TV, 2 episodi (1996-1997)
- Get Real - serie TV, 2 episodi (2000)
- Boston Legal - serie TV, episodio 1x05 (2004)
- American Dreams - serie TV, episodio 3x15 (2005)
- Detective Monk (Monk) - serie TV, episodio 4x05 (2005)
- Glory Daze - serie TV (2010-2011)
- Workaholics - serie TV, episodio 1x08 (2011)
- Whitney - serie TV (2011-2013)
- Sullivan & Son - serie TV, episodio 1x07 (2012)
- Jennifer Falls - serie TV (2014)
- Undateable - serie TV (2014-2016)
- Rush Hour - serie TV, episodio 1x06 (2016)
- Typical Rick - serie TV, 2 episodi (2016)
- The Good Doctor - serie TV (2017-2018)
- Alone Together - serie TV (2018)
- Huge in France - serie TV (2019)
- You - serie TV (2019)

## Doppiaggio
- Remington Tufflips in Sanjay and Craig (2014-2016)

## Doppiatori italiani
Nelle versioni in italiano nelle opere in cui ha recitato, Chris D'Elia è stato doppiato da:
- Gabriele Sabatini in Little Evil
- Francesco Pezzulli in Undateable
- Stefano Crescentini in The Good Doctor
- Emiliano Reggente in You
- Emiliano Coltorti in Life in a Year
- Luca Sandri in Workaholics